# Striptease (Film)
Striptease ist ein US-amerikanischer Film des Regisseurs Andrew Bergman aus dem Jahr 1996. Er ist eine Verfilmung des Buchs Strip Tease von Carl Hiaasen.

## Handlung
Erin Grant, eine ehemalige FBI-Sekretärin, arbeitet als Stripteasetänzerin im Nachtclub Eager Beaver in Fort Lauderdale. Sie versucht, durch diesen Job Geld für den Prozess um das Sorgerecht für ihre Tochter Angela zu verdienen. Das Sorgerecht liegt bei ihrem Ex Darrell, der seine Tochter als Helferin, insbesondere bei Rollstuhldiebstählen, benutzt.
Der Kongressabgeordnete Dilbeck besucht den Eager Beaver und verfällt Erin gleich. Er schlägt auf der Bühne einen Gast nieder, der gerade Kontakt zur Tänzerin hat. Ein Stammgast, der die Szene fotografiert und den Abgeordneten erkannt hat, will Erin helfen, indem er Dilbeck bewegen will, sich um ihr Sorgerecht zu kümmern. Diesen Erpressungsversuch muss er mit dem Leben bezahlen, ebenso ein Anwalt des Niedergeschlagenen, der ebenfalls im Besitz des Fotos war. Der Detective Garcia untersucht die Morde, Fotos im Zimmer des toten Clubbesuchers führen ihn zu Erin. Dilbeck bucht Erin mit hohen Summen für zwei Soloauftritte auf seiner Yacht. Beim zweiten Besuch ist niemand darüber informiert, aber Darrell ist ihr gefolgt, nachdem sie die Tochter nach einem Wochenende nicht mehr zurückgebracht hat.
Erin entführt Dilbeck mit Darrells unbeabsichtigter Hilfe in eine Zuckerfabrik, wobei sie ihn zu einem Geständnis bringt, die Morde beauftragt zu haben, und dies aufzeichnet. Durch eine Nachricht Erins auf der Yacht finden Dilbecks Leute sowie Garcia mit dem Türsteher der Bar zur Fabrik und die Bande wird festgenommen. Erin und Garcia scherzen darüber, ob sie vielleicht für den US-Kongress kandidieren sollte, nachdem jetzt ein Sitz frei wird.

## Produktion
Die Schauspielerin Demi Moore bekam für die Rolle der Stripteasetänzerin Erin Grant eine Gage von über 12 Millionen US-Dollar. Eine solch hohe Gage hatte vor ihr noch keine Frau in Hollywood für einen Film bekommen. Mit dieser Summe konnten die Produzenten Demi Moore zu den Nacktauftritten in diesem Film überreden.
Rumer Willis ist nicht nur im Film, sondern auch in Wirklichkeit die Tochter von Demi Moore.

## Auszeichnungen
Der Film Striptease wurde im Jahr 1997 für insgesamt sieben Goldene Himbeeren vorgeschlagen. Von diesen sieben Nominierungen errang der Film sechs. Unter den Preisträgern war auch Demi Moore, die sich in der Kategorie „Schlechteste Schauspielerin“ durchsetzte. Die anderen Kategorien, in denen der Film „gewann“, waren: „Schlechtester Film“, „Schlechtester Regisseur“, „Schlechtester Original-Song“, „Schlechtestes Drehbuch“ und „Schlechtestes Filmduo“ (Demi Moore und Burt Reynolds). Bei der im Jahr 2000 veranstalteten Wahl des „Schlechtesten Films des Jahrzehnts“ gehörte Striptease zu den fünf nominierten Filmen.
Die Deutsche Film- und Medienbewertung FBW in Wiesbaden verlieh dem Film das Prädikat wertvoll.

## Kritik
„Eine unerquickliche Mischung aus Melodram, Krimi und Polit-Posse, die keinem Genre gerecht wird. Die unlogisch entwickelte Geschichte verärgert durch sexistische Sprüche und voyeuristische Bildperspektiven.“